# Nambulita
La nambulita es un mineral de la clase de los inosilicatos. Fue descubierta en 1972 en una mina de la localidad de Ono en la prefectura de Iwate, isla de Honshū (Japón), siendo nombrada así en honor de Matsuo Nambu, mineralogista japonés. Un sinónimo poco usado es su clave: IMA1971-032.

## Características químicas
Es un silicato del tipo de los inosilicatos de cadena sencilla de periodo 5, con litio y manganeso, sin aluminio y anhidro, pero hidroxilado.
Es isoestructural con la marsturita (NaCa(Mn2+)3Si5O14(OH)).
Forma una serie de solución sólida con la natronambulita (Na(Mn2+)4Si5O14(OH)), en la que la sustitución gradual del sodio por litio va dando los distintos minerales de la serie.
Además de los elementos de su fórmula, suele llevar como impurezas: titanio, aluminio, hierro, magnesio, calcio, potasio, agua, carbono y fósforo, que le dan distintas tonalidades.

## Formación y yacimientos
Aparece en vetas, cortando a yacimientos de braunita en pizarras.
Suele encontrarse asociado a otros minerales como: braunita, albita, neotocita o rodocrosita.